# Homaxinella flagelliformis
Homaxinella flagelliformis är en svampdjursart som först beskrevs av Ridley och Arthur Dendy 1886.  Homaxinella flagelliformis ingår i släktet Homaxinella och familjen Suberitidae. Inga underarter finns listade i Catalogue of Life.